# Conrad Erikson
Erik Conrad Erikson, född den 12 november 1864 i Borra, Gräsmarks församling, Värmlands län, död den 8 maj 1927 i Stockholm, var en svensk militär.
Erikson blev underlöjtnant vid fortifikationen 1885, löjtnant 1891, kapten 1902 och major 1910. Han var arbetschef på Karlsborgs fästning 1897–1901, fortifikationsofficer vid Västra arméfördelningens stab 1904–1908, fortifikationsbefälhavare vid Bodens fästning 1908–1913 och avdelningschef vid fästningsbyggnadsavdelningen vid fortifikationsstaben 1913–1916. Erikson blev överstelöjtnant vid generalstaben 1913, överste och chef för Svea ingenjörkår 1916 samt chef för Fälttelegrafkåren och härens flygvapen 1919. Han blev generalmajor i reserven 1924. Erikson blev ledamot av Krigsvetenskapsakademien 1913. Han blev riddare av Svärdsorden 1905, riddare av Nordstjärneorden 1915 och kommendör av Svärdsorden 1920. Erikson vilar på Ny kyrkogård.